# Challis (Nouvelle-Zélande)
Challis est un village de la côte au niveau du port d'Otago le long de la Péninsule d'Otago, dans les limites de la cité de Dunedin  dans le sud de l’Île du Sud de la Nouvelle-Zélande.
Bien qu'officiellement regardée comme une banlieue, la nature isolée du village de Challis signifie que pour la plupart des locaux, c’est un établissement séparé au sein des limites de la cité (comme c’est aussi le cas de nombreux villages de la péninsule d’ Otago).

## Situation
Challis est localisé tout près de la berge, au pied de collines raides avec des falaises sur 4 km à l’est du centre de Dunedin le long de la route sinueuse de Portobello, qui passe le long de la berge nord de la péninsule.
Challis est relié par cette route à la banlieue de Vauxhall à 1,8 km vers l’ouest et avec Macandrew Bay, à 2,6 km vers le nord-est.
L’installation la plus large nommée The Cove est immédiatement à l’ouest entre Challis et Vauxhall.

## Démographie
Challis et The Cove couvrent 0,72 km2 et constituent ainsi une partie du secteur plus étendu de la zone démographique de Waverley.
Challis et The Cove avaient une population de 177 résidents lors du recensement de la population en Nouvelle-Zélande de 2018, inchangé par rapport au recensement de 2013, et en diminution de six personnes (−3,3 %) depuis le recensement de 2006.
Il y a 69 logements avec 87 hommes et 90 femmes, donnant un sexe-ratio de 0,97 homme pour une femme.
L’âge médian est de 53,5 ans (comparé avec les 37,4 ans au niveau national), avec 24 personnes (13,6 %) âgées de moins de 15 ans, 27 personnes (15,3 %) âgées de 15 à 29 ans, 96 personnes (54,2 %) âgées de 30 à 64 ans, et 33 personnes (18,6 %) âgées de 65 ans ou plus.
L’ethnicité est pour  94,9 % européens/Pākehā, 6,8 % Maori, 1,7 % d’origine asiatique et  1,7 % d’une autre ethnicité (le total peut faire plus de 100 % dans la mesure où une personne peut s’identifier avec de multiples ethnicités).
Bien que certaines personnes refusent à donner leur orientation religieuse lors des recensements, 59,3 % n’ont aucune religion, 30,5 % sont chrétiens et 3,4 % ont une autre religion.
Parmi les personnes qui ont au moins 15 ans, 84 personnes (54,9 %) ont une licence ou un degré supérieur et 18 personnes (11,8 %) n’ont aucune qualification formelle.
Le revenu médian est de 54 500 $, comparé avec les 31 800 $ au niveau national.
Le statut d’emploi de ceux d’au moins 15 ans est pour 84 personnes (54,9 %)  un emploi à temps plein, pour 24 personnes (15,7 %) un temps partiel et trois personnes (2,0 %) sont sans emploi.

## Voir  aussi
- Liste des villes de Nouvelle-Zélande
- Banlieues de Dunedin (en)